# Podișul Medgidiei
Podișul Medgidiei este o formațiune geografică a Podișului Dobrogei de Sud și se află pe teritoriul județului Constanța

## Descriere
Podișul Medgidiei ( Podișul Dorobanțu sau Podișul Tortomanu) este situat între Podișul Casimcei la Nord, și Valea Carasu la Sud, fiind extins pe direcția est-vest, între cumpăna de apă spre mare și Valea Dunării, pe o zonă de circa 30 km.
Fundamentul acestui podiș este format din șisturi verzi, peste care s-au depus formațiuni mai noi - jurasice, cretasice, eocene, tortoniene și sarmațiene.
Parte sudică a podișului este constituită din panta râpoas a Văii Carasu.
Limita estică urmărește cumpăna de ape spre mare, iar cea vestică ajunge până la valea Dunării.
În podișul Medgidiei altitudinea scade de la nord 120 m spre sud 9–10 m și de la est 54 m spre vest 12 m. Acest podiș se caracterizează printr-o puternică fragmentare rezultată în urma activității erozive a apelor curgătoare - Boasgic, Tortomanu și afluenții de pe dreapta a văii Carasu.
Văile au aspect asimetric, malul stâng fiind mai înalt. Aspectul general al podișului este dat de dealurile ușor ondulate, ce coboară în pantă domoală spre sud (Valea Carasu).